# ベン・スピーズ

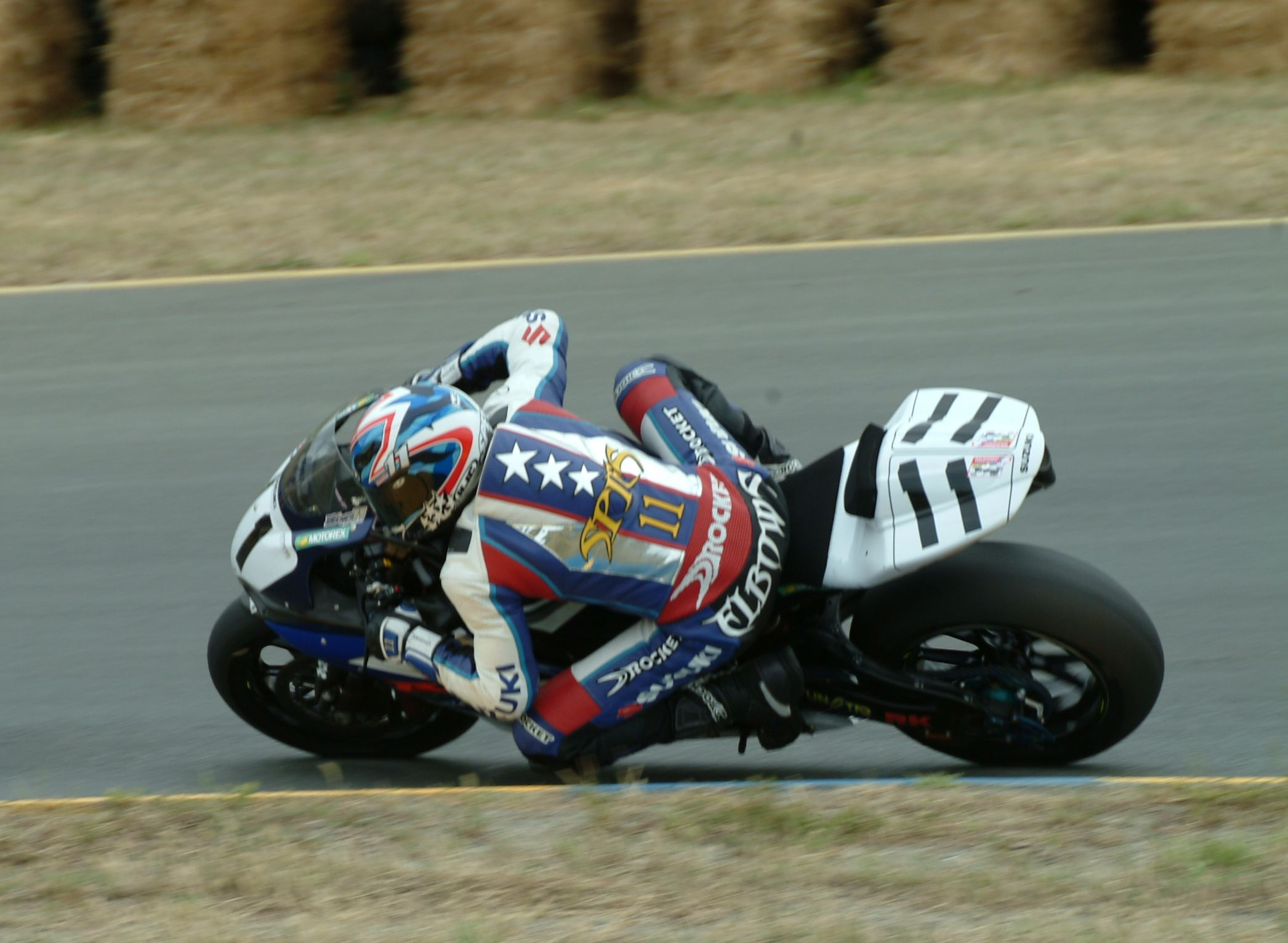
肘を突き出す独特のライディングフォーム (2005年 シアーズポイント)

ベン・スピーズ (Ben Spies, 1984年7月11日 - ) は、アメリカ合衆国テネシー州ジャーマンタウン出身のオートバイレーサー。肘を突き出す独特のライディングスタイルから、エルボーズのニックネームを持つ。2006年から2008年まで3年連続でAMAスーパーバイク選手権のチャンピオンを獲得、2009年にはスーパーバイク世界選手権に参戦し、ルーキーながらチャンピオンに輝く。2010年から2013年までロードレース世界選手権MotoGPクラスに参戦。現在イタリア・ロンバルディア州にあるコモ湖の近くに在住。

## 経歴

### キャリア初期
スピーズは5歳のときからオートバイに乗り始める。1993年、8歳のときからCMRA主催のレースに参戦を始め、翌1994年にはヤマハ・YSR50のレースでチャンピオンとなった。12歳のときには125ccのロードレーサーを駆りテキサス州外のレースにも遠征するようになり、14歳のときには600ccへとステップアップしながら、多くのチャンピオンシップを制していった。そして2000年、15歳のスピーズはスズキと契約を結び、 AMAでのキャリアをスタートさせることとなった。

### AMA時代
2000年、バルボリン・スズキチームから AMA 750 スーパースポーツ・シリーズに参戦、パイクスピーク・インターナショナル・レースウェイで5位に入ったのがベストリザルトとなり、その年活躍した若手選手に与えられる "AMA Horizon Award" のロードレース部門賞を受賞した。また、このシーズンの終盤にAMAスーパースポーツ選手権にデビューし、いきなりフロントロウを獲得する活躍を見せた。
2001年シーズンもバルボリン・スズキチームに残留し、AMA 750 スーパストック選手権ではパイクスピークで勝利を収め、それ以外にも4度表彰台に立った。
2002年はアタック・スズキ・チームに移籍し、Jason Pridmore のチームメイトとなった。このシーズンは膝の怪我に悩まされることになったが、AMAスーパースポーツでは3回、AMAフォーミュラ・エクストリーム選手権では4回のトップ5圏内フィニッシュを記録した。
2003年にはアメリカにおけるスズキのワークス・チーム、ヨシムラ・スズキに移籍を果たす。AMAフォーミュラ・エクストリームではシーズン5勝を挙げ、チャンピオンに輝く。AMAスーパースポーツにも参戦し、ロード・アトランタで1勝を収めた。また、AMAスーパーバイクにもスポット参戦し、最高位はデイトナでの7位だった。
2004年、AMAスーパースポーツではインフィニオン・レースウェイで1勝、AMAスーパーストックではカリフォルニア・スピードウェイとロード・アトランタの2勝を収めた。
2005年には初めてAMAスーパーバイク選手権にフル参戦を果たし、カリフォルニア・スピードウェイで初優勝、他にも13回表彰台に立ち、シリーズ2位に入る活躍を見せた。AMAスーパースポーツでは5回のトップ5圏内フィニッシュを記録した。
そして2006年シーズン、チームメイトのマット・ムラディンを8ポイント差で抑え、初のAMAスーパーバイクチャンピオンに輝いた。6連勝を含むシーズン10勝、他に7回の表彰台、7回のポールポジションを記録した。AMAスーパースポーツにも何戦か出場し、ラグナ・セカでは表彰台を獲得した。
2007年はAMAスーパーバイク選手権史上最も接戦となるチャンピオン争いとなった。スピーズは僅か1ポイント差でムラディンを抑え、シーズン7勝・他に12回表彰台に立ち、シリーズ2連覇を果たした。またこの年はAMAスーパーストックでも7PP・7勝を記録し、チャンピオンを獲得した。
2008年、スピーズはAMAスーパーバイク選手権史上4人目となるシリーズ3連覇を果たす。またシリーズ新記録となる7連勝も果たした。

### MotoGPデビュー
また2008年には負傷欠場となったロリス・カピロッシの代役として、ロードレース世界選手権第8戦イギリスGPにおいてリズラ・スズキチームから参戦する。デビュー戦は14位に入り、2ポイントを獲得した。またアメリカでおこなわれた2戦 (第11戦アメリカGP、第14戦インディアナポリスGP) にもワイルドカード枠で同チームから参戦し、それぞれ8位、6位に入る活躍を見せた。
翌2009年シーズンには、元ワールドチャンピオンライダーのケビン・シュワンツがMotoGPチームを立ち上げて3台目のスズキにスピーズを乗せる計画があったが実現せず、さらにはJiR チームでホンダを駆る計画も、JiRとホンダの契約が更新されなかった（代わりにチーム・スコットがホンダと契約）ことから立ち消えとなった。

### スーパーバイク世界選手権

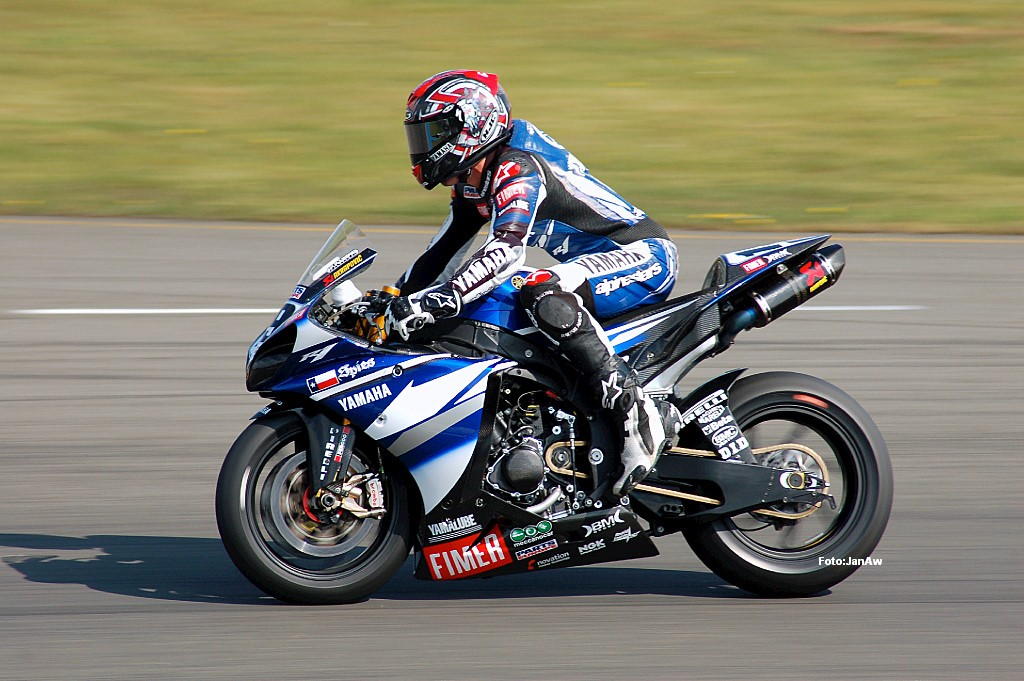
2009年 SBKアッセン

2008年10月1日、スピーズは2009年シーズン、ワークスのヤマハ・イタリア・チームからスーパーバイク世界選手権(SBK)に参戦することが発表された。開幕戦フィリップアイランドではデビュー戦でいきなりポールポジションを獲得し、レース1ではコースアウトを喫して16位に沈んだもののレース2で優勝、コーリン・エドワーズ（2002年）以来のアメリカ人SBKウィナーとなり脚光を浴びた。
第2戦ロサイルでもポールポジションを獲得、そしてレース1・レース2を連勝、コースレコードとなるファステストラップを記録する完璧な勝利を挙げた。その後もドゥカティの芳賀紀行とタイトル争いを展開し、第7戦ミラー・モータースポーツ・パークではデビュー以来7戦連続でのポールポジションを達成し、同郷のダグ・ポーレンが持っていた記録を塗り替えた。
最終戦ポルティマオでは11度目のポールを獲得し、1シーズンのポール獲得数史上最多記録を更新、決勝のレース1では風邪で体調を崩した芳賀が転倒リタイヤする中、スピーズはシーズン14勝目を挙げた。これでほぼタイトルは確定的となり、レース2で5位に入ったスピーズは参戦1年目にしてスーパーバイク世界チャンピオンに輝いた。

### MotoGP本格参戦

#### 2009

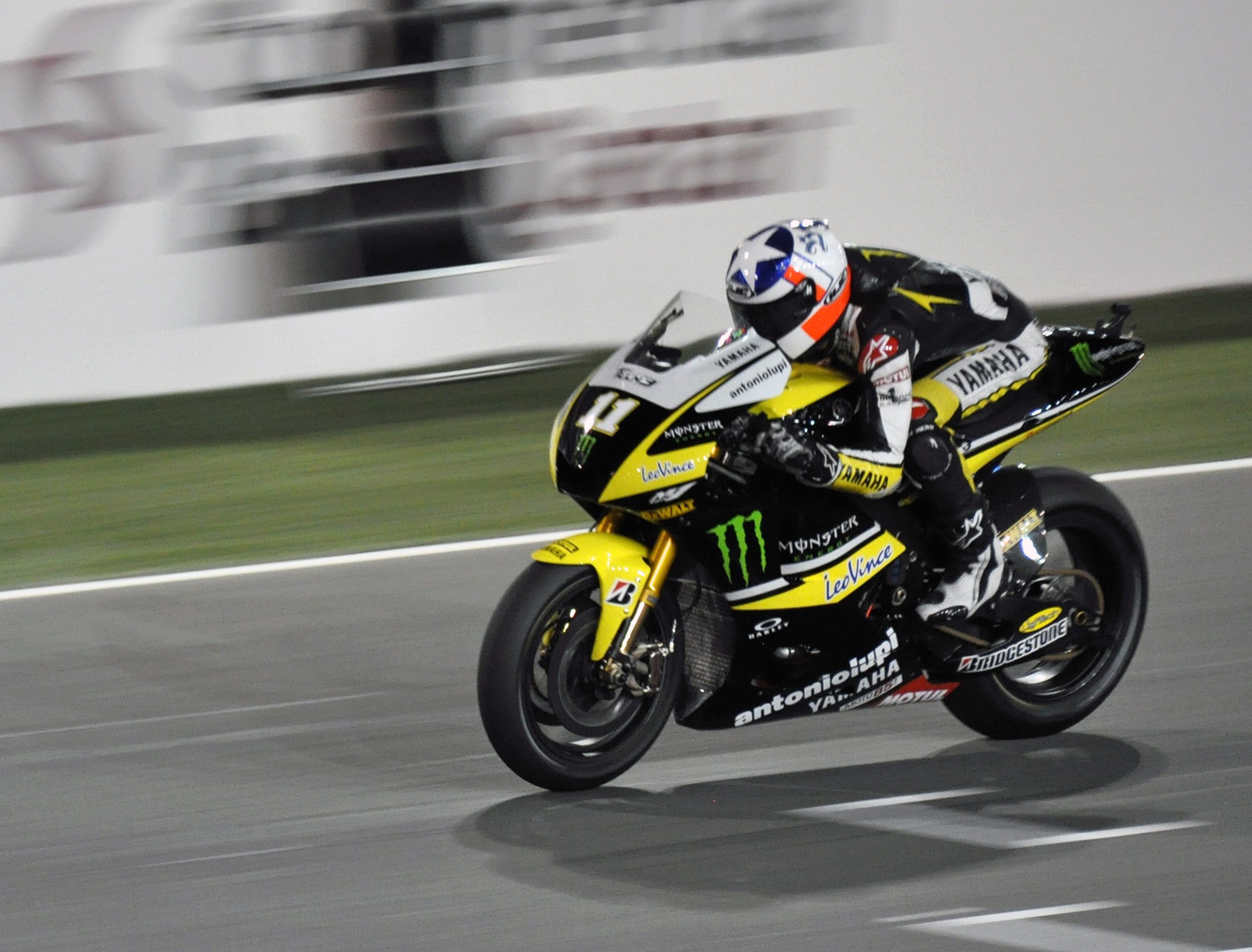
2010年 カタールGP

2009年10月1日、スピーズは2010年シーズンよりヤマハのサテライトチームであるテック3よりロードレース世界選手権MotoGPクラスに参戦することが発表された。またフル参戦に先だって、2009年シーズンの最終戦バレンシアGPに、ヤマハのファクトリーチームからワイルドカード枠で出場。7位でフィニッシュし、レプソル・ホンダのアンドレア・ドヴィツィオーゾを8位に抑えたことにより、翌年のチームメイトのコーリン・エドワーズのシリーズランキング5位獲得に貢献した。

#### 2010
2010年シーズンの開幕戦カタールGP、スピーズはここまでの自己ベストリザルトとなる5位でフィニッシュを果たした。その後第2戦スペインGPではメカニカルトラブル、第3戦フランスGPでは転倒リタイヤと苦戦が続いたが、シルバーストンでおこなわれた第5戦イギリスGPで初表彰台(3位)に立った。そして母国GPの第11戦インディアナポリスGPでは初のポールポジションを獲得し、決勝はこの年のベストリザルトとなる2位を記録した。
スピーズはこの2つの表彰台以外にも安定して上位でのフィニッシュを重ね、176ポイントを獲得してシリーズランキング6位を記録、ルーキー・オブ・ザ・イヤーに輝いた。

#### 2011
2011年シーズン、スピーズはドゥカティに移ったバレンティーノ・ロッシの後釜としてヤマハワークスチームに移籍、2010年チャンピオンのホルヘ・ロレンソのチームメイトを務めることとなった。第5戦カタルニアGPでシーズン初表彰台を獲得、そして第7戦ダッチTTで独走しグランプリ初優勝を果たした。2011年6月8日にヤマハのファクトリーチームと1年間の延長契約。第16戦・第17戦では転倒で頭部を強打したことにより集中力が低下する症状に苦しんでレースを欠場したが、最終戦バレンシアGPではケーシー・ストーナーと激しいトップ争いを展開。フィニッシュライン寸前で逆転されて2位に終わったものの、復活した姿を見せた。この年は表彰台に4回立ち、ランキングでは前年から1つ上げて5位となった。

#### 2012
フル参戦3戦目の2012年シーズン、ヤマハのファクトリーチームから継続参戦。プレシーズンのオフィシャルテストでは1番時計を記録した。セパンGP決勝レースで転倒、右肩関節にじん帯破裂および左肋骨骨折・肺挫傷のため、残り2戦を欠場する。年間ランキング10位。2012年9月13日ドゥカティのサテライト「プラマックレーシング」への移籍が発表される。

#### 2013
2013年は、ドゥカティのサテライトチーム「プラマックレーシング」より参戦する。
しかし、肩の負傷が癒えず、このシーズンをもって引退した。

## 名前
Spiesのカタカナ表記については、最後のsを濁音の「ズ」か清音の「ス」にするかで表記揺れがあり、ヤマハ発動機の公式ページ等ではスピースと表記されているが、発音は"Speez"であり、それに忠実に表記すればスピーズが適切である。

## 主なレース戦績

### AMA選手権
| シーズン | クラス                       | バイク                       | 出走 | 優勝 | 表彰台 | PP | FL | シリーズ順位 |
| -------- | ---------------------------- | ---------------------------- | ---- | ---- | ------ | -- | -- | ------------ |
| 2002年   | スーパーストック             | スズキ・GSX-R600             | 8    | 0    | 1      | 0  | 0  | 55位         |
| 2002年   | スーパースポーツ             | スズキ・GSX-R600             | 10   | 0    | 0      | 0  | 0  | 9位          |
| 2002年   | フォーミュラエクストリーム   | スズキ・GSX-R1000            | 10   | 0    | 0      | 0  | 0  | 6位          |
| 2003年   | スーパースポーツ             | スズキ・GSX-R600             | 11   | 1    | 3      | 0  | 0  | 9位          |
| 2003年   | フォーミュラエクストリーム   | スズキ・GSX-R1000            | 10   | 5    | 7      | 1  | 1  | 1位          |
| 2003年   | スーパーバイク               | スズキ・GSX-R1000            | 5    | 0    | 0      | 0  | 0  | 54位         |
| 2004年   | スーパーストック             | スズキ・GSX-R1000            | 11   | 2    | 4      | 4  | 2  | 5位          |
| 2004年   | スーパースポーツ             | スズキ・GSX-R600             | 11   | 1    | 3      | 2  | 2  | 4位          |
| 2005年   | スーパースポーツ             | スズキ・GSX-R600             | 10   | 0    | 0      | 0  | 0  | 4位          |
| 2005年   | スーパーバイク               | スズキ・GSX-R1000            | 17   | 1    | 14     | 0  | 1  | 2位          |
| 2006年   | スーパースポーツ             | スズキ・GSX-R600             | 7    | 0    | 1      | 0  | 0  | 14位         |
| 2006年   | スーパーバイク               | スズキ・GSX-R1000            | 19   | 10   | 17     | 13 | 9  | 1位          |
| 2007年   | スーパーストック             | スズキ・GSX-R1000            | 8    | 7    | 7      | 7  | 6  | 1位          |
| 2007年   | スーパーバイク               | スズキ・GSX-R1000            | 19   | 8    | 19     | 15 | 9  | 1位          |
| 2008年   | スーパーバイク               | スズキ・GSX-R1000            | 19   | 10   | 18     | 15 | 11 | 1位          |
| 合計     | クラス                       | クラス                       | 出走 | 優勝 | 表彰台 | PP | FL | タイトル回数 |
| 合計     | スーパーストック計           | スーパーストック計           | 27   | 9    | 12     | 11 | 8  | 1回          |
| 合計     | スーパースポーツ計           | スーパースポーツ計           | 28   | 1    | 4      | 2  | 2  | 0回          |
| 合計     | フォーミュラエクストリーム計 | フォーミュラエクストリーム計 | 10   | 5    | 7      | 1  | 8  | 1回          |
| 合計     | スーパーバイク計             | スーパーバイク計             | 74   | 29   | 68     | 43 | 30 | 3回          |

### スーパーバイク世界選手権
| シーズン | バイク         | 出走 | 優勝 | 表彰台 | PP | FL | ポイント | シリーズ順位 |
| -------- | -------------- | ---- | ---- | ------ | -- | -- | -------- | ------------ |
| 2009年   | ヤマハ・YZF-R1 | 28   | 14   | 17     | 11 | 6  | 462      | 1位          |

### ロードレース世界選手権
- 凡例
- ボールド体のレースはポールポジション、イタリック体のレースはファステストラップを記録。

| シーズン | クラス | バイク     | 1      | 2       | 3       | 4      | 5       | 6       | 7     | 8      | 9      | 10      | 11      | 12      | 13    | 14    | 15      | 16      | 17      | 18      | シリーズ順位 | ポイント |
| -------- | ------ | ---------- | ------ | ------- | ------- | ------ | ------- | ------- | ----- | ------ | ------ | ------- | ------- | ------- | ----- | ----- | ------- | ------- | ------- | ------- | ------------ | -------- |
| 2008年   | MotoGP | スズキ     | QAT    | ESP     | POR     | CHN    | FRA     | ITA     | CAT   | GBR 14 | NED    | GER     | USA 8   | CZE     | SMR   | IND 6 | JPN     | AUS     | MAL     | VAL     | 19位         | 20       |
| 2009年   | MotoGP | ヤマハ     | QAT    | JPN     | SPA     | FRA    | ITA     | CAT     | NED   | USA    | GER    | GBR     | CZE     | IND     | SMR   | POR   | AUS     | MAL     | VAL 7   |         | 20位         | 9        |
| 2010年   | MotoGP | ヤマハ     | QAT 5  | SPA Ret | FRA Ret | ITA 7  | GBR 3   | NED 4   | CAT 6 | GER 8  | USA 6  | CZE 4   | IND 2   | SMR 6   | ARA 5 | JPN 8 | MAL 4   | AUS 5   | POR DNS | VAL 4   | 6位          | 176      |
| 2011年   | MotoGP | ヤマハ     | QAT 6  | SPA Ret | POR Ret | FRA 6  | CAT 3   | GBR Ret | NED 1 | ITA 4  | GER 5  | USA 4   | CZE 5   | IND 3   | RSM 6 | ARA 5 | JPN 6   | AUS DNS | MAL C   | VAL 2   | 5位          | 176      |
| 2012年   | MotoGP | ヤマハ     | QAT 11 | SPA 11  | POR 8   | FRA 16 | CAT 10  | GBR 5   | NED 4 | GER 4  | ITA 11 | USA Ret | IND Ret | CZE Ret | RSM 5 | ARA 5 | JPN Ret | MAL Ret | AUS DNS | VAL DNS | 10位         | 88       |
| 2013年   | MotoGP | ドゥカティ | QAT 10 | AME 13  | SPA     | FRA    | ITA DNS | CAT     | NED   | GER    | USA    | IND DNS | CZE     | GBR     | RSM   | ARA   | MAL     | AUS     | JPN     | VAL     | 21位         | 9        |